# Cal Giro (Arbeca)
Cal Giro és una obra del municipi d'Arbeca (Garrigues) inclosa en l'Inventari del Patrimoni Arquitectònic de Catalunya.

## Descripció
Es tracta de dues columnes d'ordre dòric amb el fust llis, unides entre elles per un banc de pedra situat a la part inferior. Sostenen part de l'embigat de fusta de la planta baixa. Originàriament constituïen una part ornamental de la casa tot i que actualment no es veuen, ja que l'entrada ha reduït les dimensions mitjançant una paret de maons que ha deixat les columnes dins d'un espai interior, descontextualitzant així aquests elements.